# Phumosia seguyi
Phumosia seguyi är en tvåvingeart som beskrevs av Zumpt 1954. Phumosia seguyi ingår i släktet Phumosia och familjen spyflugor.
Artens utbredningsområde är Madagaskar. Inga underarter finns listade i Catalogue of Life.